# Верховный суд Афганистана
Верховный суд Афганистана — суд высшей инстанции Исламского Эмирата Афганистан. Суд создан согласно бывшей Конституции Афганистана, утверждённой 4 января 2004 года.

## История
В период Исламской Республики Афганистан в состав суда входило 9 судей, назначавшихся Президентом Исламской Республики Афганистана с согласия нижней палата парламента страны сроком на 10 лет. Один из судей назначался Главой Верховного Суда. Кандидат на должность судьи мог быть как юристом по образованию, так и специалистом по исламскому праву.
В своей деятельности Верховный суд Афганистана руководствуется Конституцией Афганистана и принятыми в соответствии с ней законами. Однако в отсутствие принятого закона Верховный Суд применяет Ханафитский мазхаб — исламское традиционное право. В спорах, касающихся личных прав шиитов, суд применяет нормы шиитского права.
Верховный суд Афганистана состоит из 4 диванов:
- Диван по общим уголовным делам
- Диван по делам общественной безопасности
- Диван по вопросам гражданских и политических прав
- Диван по хозяйственным спорам

Каждый диван возглавляет один из судей Верховного суда, назначаемый сроком на 1 год Главой Верховного суда. В диваны также входят юридические советники, назначаемые из числа судей других судов, имеющих стаж работы не менее 10 лет. Диваны изучают судебную практику и готовят дела к рассмотрению Верховного Суда, в том числе готовят проекты решений.
Верховный суд проводит свои заседания при участии всех судей. Кворум заседания при этом составляет 6 судей. Верховный Суд при рассмотрении дел вправе отменить решение нижестоящего суда и отправить дело для вынесения решения согласно правовой позиции Верховного суда, отменить решение в связи с процедурными нарушениями и направить дело на новое рассмотрение либо же оставить решение нижестоящего суда в силе. Решения Верховного суда имеют прецедентный характер.